# Lutica kovvurensis
Lutica kovvurensis là một loài nhện trong họ Zodariidae.
Loài này thuộc chi Lutica. Lutica kovvurensis được C miêu tả năm 1993. Adinarayana Reddy & Patel.